# Джоан Харис
Джоан Харис (на английски: Joanne Harris) е британска писателка на бестселъри в жанра съвременен любовен роман, трилър и фентъзи.

## Биография и творчество
Джоан Мишел Силвия Харис родена на 3 юли 1964 г. в Барнзли, Южен Йоркшър, Англия. Баща ѝ е англичанин, а майка ѝ е французойка от Бретан и учителка по чужди езици. Прабаба ѝ е била известна знахарка. Прекарва детството си предимно в сладкарницата на дядо си, а животът и е бил изпълнен с храна и фолклор, обстановка, която по-късно ще играе ключова роля в развитието на нейните романи. Мечтае да стане писателка от 10 годишна и опитва да пише приказки по местния и норвежки фолклор.
Учила е в девическо училище „Уийкфилд“ в Барнсли, където е отлична ученичка. Учи в колежа „Света Катерина“ в Кеймбридж и завършва с бакалавърска степен през 1984 г. Специализира в университета в Шефилд през 1985 г. със специалност „Разчитане на съвременните и средновековни езици“, след което завършва с магистърска степен в университета в Кеймбридж през 1987 г.
Работи за кратко като счетоводител през 1985 г. През 1986 г. става учител по френски и немски език в средното училище в Дюсбъри, Англия, а от 1988 г. е преподавател по съвременни езици в мъжката езиковата гимназия в Лийдс. Преподава и в университета в Шефилд по френска литература и кино.
През 1989 г. Джоан Харис се омъжва за съпруга си Кевин Харис. Имат дъщеря – Анушка Харис.
Докато работи като преподавател Джоан започва да пише. Първият ѝ роман „Семе на злото“ е публикуван през 1992 г. Той, и вторият роман „Спи, бледа сестро“ от 1994 г., са посрещнати с малко интерес от читателите.
През 1999 г. е издаден романът ѝ „Шоколад“ разказващ една ексцентрична и мистична история, в която се противопоставят остарели религиозни предразсъдъци и свободен съвременен дух около екзотично магазинче в едно малко френско градче. Книгата бързо става популярна от човек на човек и е обявена за бестселър №1 в лондонския вестник „Сънди Таймс“. Номинирана е за роман на годината и печели наградата „Creative Freedom“.
Филмовите права са продадени веднага на „Мирамакс Пикчърс“ и през 2000 г. излиза на екран филма „Шоколад“ с участието на Жулиет Бинош и Джони Деп. Успехът на книгата и филма и носят световна слава и тя се отдава изцяло на писателската си кариера.
Следват още бестселъри в жанровете съвременен роман, трилър и кратката серия „Рунически знаци“ в стил фентъзи за любимата ѝ скандинавска митология.
Стилът на писане на авторката се фокусира върху сетивата, особено за вкус и мирис. Атмосферата в романите и често е по-тъмна отколкото е във филмовата адаптация на „Шоколад“. Много от героите ѝ са с емоционални или морални проблеми, а майките в тях са строги и сурови към децата си. Харис предпочита разказа в първо лице, с равносметки за минали събития, за да се осветлят текущите събития. Второстепенните герои също са необичайно добре описани. Романите и имат силно присъствие за мястото на събитието, което играе значителна роля за възприемане на повествованието. Макар описаните в книгите градчета и села да са измислени, те все още са се издирват от запалените читатели.
Спомените на Джоан Харис от детството ѝ в сладкарницата, и нейната фамилна връзка с Франция, са основата на две готварски книги с рецепти от традиционната френска кухня, написани съвместно с бившата професионална готвачка Фран Варде.
Произведенията на писателката са преведени на над 50 езика и са публикувани по целия свят. Те са и спечелили редица британски и международни награди.
Джоан Харис е удостоена с титлата „доктор хонорис кауза“ от университета на Хъдърсфийлд и университета на Шефийлд, и е почетен сътрудник на колежа „Света Катерина“ в Кеймбридж.
Често дарява свои разкази за публикуване на сборници, приходите, от които се даряват за различни благотворителни дейности.
Джоан Харис живее със съпруга си Кевин и дъщеря си Анушка в Хъдърсфийлд, на 15 мили от рожденото си място. Активно пише в „Twitter“, където отговаря на своите фенове.

## Произведения

### Самостоятелни романи
- Семе на злото, The Evil Seed (1992)
- Спи, бледа сестро, Sleep, Pale Sister (1994)
- Къпиново вино, Blackberry Wine (2000)
- Петте четвъртини на портокала, Five Quarters of the Orange (2001)
- Крайбрежие, The Coastliners (2002)
- Блажени безумци, Holy Fools (2003)
- Джентълмени и играчи, Gentlemen and Players (2005) – номиниран за наградата „Едгар“ за най-добър роман
- Sineokomomche, Blueeyedboy (2010)
- A is for Acid Rain, B is for Bee (2013)
- Different Class (2016)
Различен клас, изд.: ИК „Прозорец“, София (2016), прев. Ирина Манушева

### Серия „Шоколад“ (Chocolat Trilogy)
1. Шоколад, Chocolat (1999) – номиниран за наградата „Whitbread“ за най-добър роман
2. Бонбонени обувки, The Lollipop Shoes (2007) – издадена още като „The Girl with No Shadow“
3. Праскови за кюрето, Peaches for Monsieur le Cure (2012) – издадена още като „Peaches for Father Francis“
4. Крадецът на ягоди, Strawberry Thief

### Серия „Рунически знаци“ (Runemarks)
- Рунически знаци, Runemarks (2007)
- Руническа светлина, Runelight (2011)

### Серия „Локи“ (Loki)
The Gospel of Loki (2014)
The Testament of Loki (2018)

### Сборници новели
- Истории оттук-оттам, Jigs & Reels (2004)
- Because I'm a Girl (2009) – с участието на Тим Бътчър, Кати Лети, Хенинг Манкел, Дебора Могак, Мари Филипс, Ървин Уелш и Шаолу Гуо
- Котка, шапка и въже, A Cat, a Hat, and a Piece of String (2012)

### Сборници разкази с други автори
- Magic (2002) – благотворителна колекция за НСО „Piggybank Kids“
- A Day In The Life (2003)
- Bosom Buddies (2003) – благотворителна колекция в подкрепа на лечението на рака на гърдата
- Journey to the Sea (2005) – благотворителна колекция за НСО „Piggybank Kids“
- Boy In Darkness (2007)
- Dads – a Celebration of Fatherhood (2007) – благотворителна колекция за НСО „Piggybank Kids“
- Mums: A Celebration of Motherhood (2008) – благотворителна колекция за НСО „Piggybank Kids“
- In Bed With... (2009) – колекция еротични разкази на известни писателки
- Because I am A Girl (2010) – благотворителна колекция
- Stories (2010) – колекция с фентъзи
- Writing on the Edge (2010) – благотворителна колекция
- Why Willows Weep (2011) – благотворителна колекция
- Who Was Betty? (2011)
- Beacons (2013) – благотворителна колекция в помощ за Коалиция за климата

### Документалистика
- The French Kitchen: A Cook Book (2002) – с Фран Варде
- The French Market (2005) – с Фран Варде
- The Little Book of Chocolat (2014) – с Фран Варде
Малка книга за шоколада, изд.: „Сиела“, София (2016), прев. Пламен Кирилов